# 오에이키
《오에이기》(応永記, おうえいき)는 일본에서 일어난 오에이의 난(応永の乱)을 다룬 군키모노가타리(軍記物)이다.
작자도 성립 연대도 확실하지 않으나, 오에이의 난이 끝나고 얼마 지나지 않은 시점에 성립된 것으로 추정된다. 첫머리를 일본의 여느 군담소설의 형식과는 조금 다르게 「오에이(応永) 6년(1399년) 9월의 일이었다. 객성(客星)이 남쪽에 나타난 것을 음양사(陰陽師)의 수장인 아리요(有世)가 살펴 아뢰기를 태백성과 형혹성이 마주하게 되는 90일 동안에 대병란이 있을 것이라 하고 ・・・」(応永六年九月の比。客星、南方に出けるを陰陽師の頭有世、勘へ申しけるは、太白、ケイ惑と合い交わる九十日の大兵乱なり・・・)로 시작하고 있다. 또한 제목은 『오우치 요시히로 퇴치기』(大内義弘退治記)라고도 불리는데, 이본으로는 『사카이키』(堺記)가 있다.
오에이(応永) 6년(1399년) 9월부터 12월 21일까지의 기록이다. 사카이(堺)에서 오우치 요시히로(大内義弘)와 무로마치 막부의 사자인 승려 젯카이 츄신(絶海中津)의 대면, 오우치 씨와 막부의 대치나 군진(軍陣)의 상황 등에 대해서도 언급하고 있다. 12월 21일의 사카이 성(堺城) 공방전과 요시히로의 전사까지를 서술하였다.
한국의 《경국대전》에는 일본의 《데이킨오라이》(庭訓往来)와 함께 왜학역관(倭學譯官)의 일본어 교재로써 언급되어 있다.

## 참고 문헌
- 『군서유종』(群書類従) 제20집 합전부(合戦部)
- 마쓰오카 히사토(松岡久人) 『오우치 요시히로』(大内義弘), 융광상 출판사(戎光翔出版社), 2013년
- 후루카와 카오루(古川薫) 『오우치 씨의 멸망 - 사이고쿠(西国)의 슈고 다이묘(守護大名)』(大内氏の興亡　西国の守護大名) 창원사(創元社), 1983년
- 김시덕 『전쟁의 문헌학』 열린책들, 2017년